# فرهاد رهبر
فرهاد رهبار ((بالفارسية: فرهاد رهبر)، من مواليد 5 أكتوبر 1959 ، في سمنان) اقتصادي إيراني وأكاديمي ورئيس وعضو مجلس أمناء جامعة آزاد الإسلامية ، وأستاذ الاقتصاد متعدد التخصصات والمستشار السابق لجامعة طهران.

## حياته التعليمه والمهنيه
حصل على البكالوريوس والماجستير والدكتوراه في الاقتصاد النظري من جامعة طهران.  سابقًا ، كان رهبار نائبًا للرئيس الإيراني ورئيسًا لمنظمة الإدارة والتخطيط في إيران.  كما عمل نائبًا للشؤون الاقتصادية في وزارة المخابرات.  من فبراير 2008 حتى فبراير 2014 ، كان مستشارًا لجامعة طهران.